# Eugenia pahangensis
Eugenia pahangensis là một loài thực vật thuộc họ Myrtaceae. Đây là loài đặc hữu của Malaysia.